# Red Bull RB16B
La Red Bull RB16B è una monoposto di Formula 1 realizzata della scuderia Red Bull Racing per prendere parte al campionato mondiale di Formula 1 2021. La vettura è stata presentata il 23 febbraio 2021 ed è una stretta evoluzione della precedente RB16, essendo basata sullo stesso telaio e condividendone molti componenti non modificabili per regolamento.

## Livrea

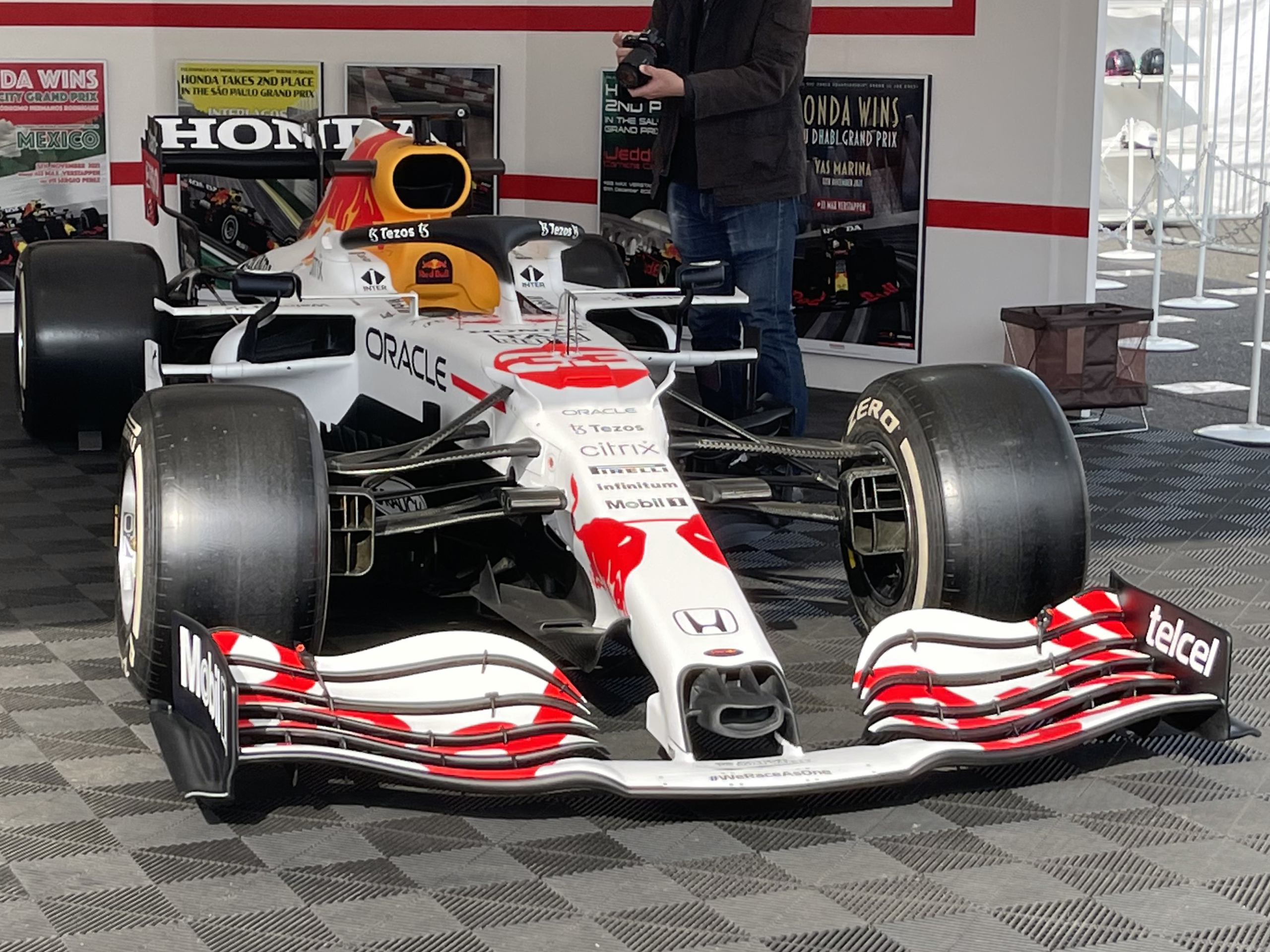
La RB16B nella speciale livrea biancorossa omaggiante il motorista Honda e usata nel Gran Premio di Turchia

La livrea riprende quasi completamente quella dell’anno precedente. Le differenze si individuano nei loghi del motorista Honda, che sono stati posizionati sul muso e sull'ala posteriore, sulla quale è applicato sia anteriormente che posteriormente, ovvero nelle zone dove precedentemente era posizionato il vecchio title sponsor Aston Martin. Sono presenti anche i nuovi sponsor messicani dovuti all'arrivo del pilota Sergio Pérez: rispettivamente Telcel sull'halo e all'interno delle paratie laterali dell'ala anteriore e Claro all'esterno di quelle dell'ala posteriore oltreché il nuovo sponsor Oracle posizionato ai lati della cellula di sopravvivenza del pilota e sull'halo.
In occasione del Gran Premio di Turchia del 10 ottobre 2021 viene realizzata una speciale livrea della RB16B dedicata al motorista Honda – bianca con dettagli rossi, a richiamare i colori della bandiera giapponese –, ispirata a quella della Honda RA272 del 1965, la prima monoposto nipponica capace di imporsi in una gara di Formula 1; tale livrea, celebrativa del sodalizio tecnico tra Red Bull e Honda che andrà a concludersi al termine della stagione, avrebbe dovuto essere utilizzata nel programmato Gran Premio del Giappone, tuttavia annullato in agosto a causa della pandemia di COVID-19, sicché è stato deciso di utilizzarla comunque nell'appuntamento turco.
Per il Gran Premio degli Stati Uniti d'America i loghi Honda presenti sull'ala posteriore vengono sostituiti con quelli di Acura, marchio utilizzato dalla casa giapponese nel mercato nordamericano.

## Caratteristiche
La RB16B non differisce molto dalla precedente RB16, essendo i regolamenti del 2021 molto restrittivi in termini di evoluzione dell’auto, ma, come imposto dal regolamento, è dotata di un nuovo fondo che è ridotto nella parte posteriore e di un diffusore e delle prese dei freni posteriori con appendici aerodinamiche anch’esse ridotte nelle dimensioni. La vettura sarà l'ultima della casa di Milton Keynes ad essere – ufficialmente – motorizzata dalla Honda, dato l'abbandono della Formula 1 da parte della casa nipponica alla fine della stagione: l'ultimo propulsore Honda RA621H introduce importanti novità, inizialmente programmate per debuttare nel 2022 ma che, a seguito del prematuro abbandono del motorista, sono state anticipate al 2021; la power unit infatti subisce interventi sull'ERS, sul motore a combustione e sul turbo.

## Carriera agonistica

### Stagione

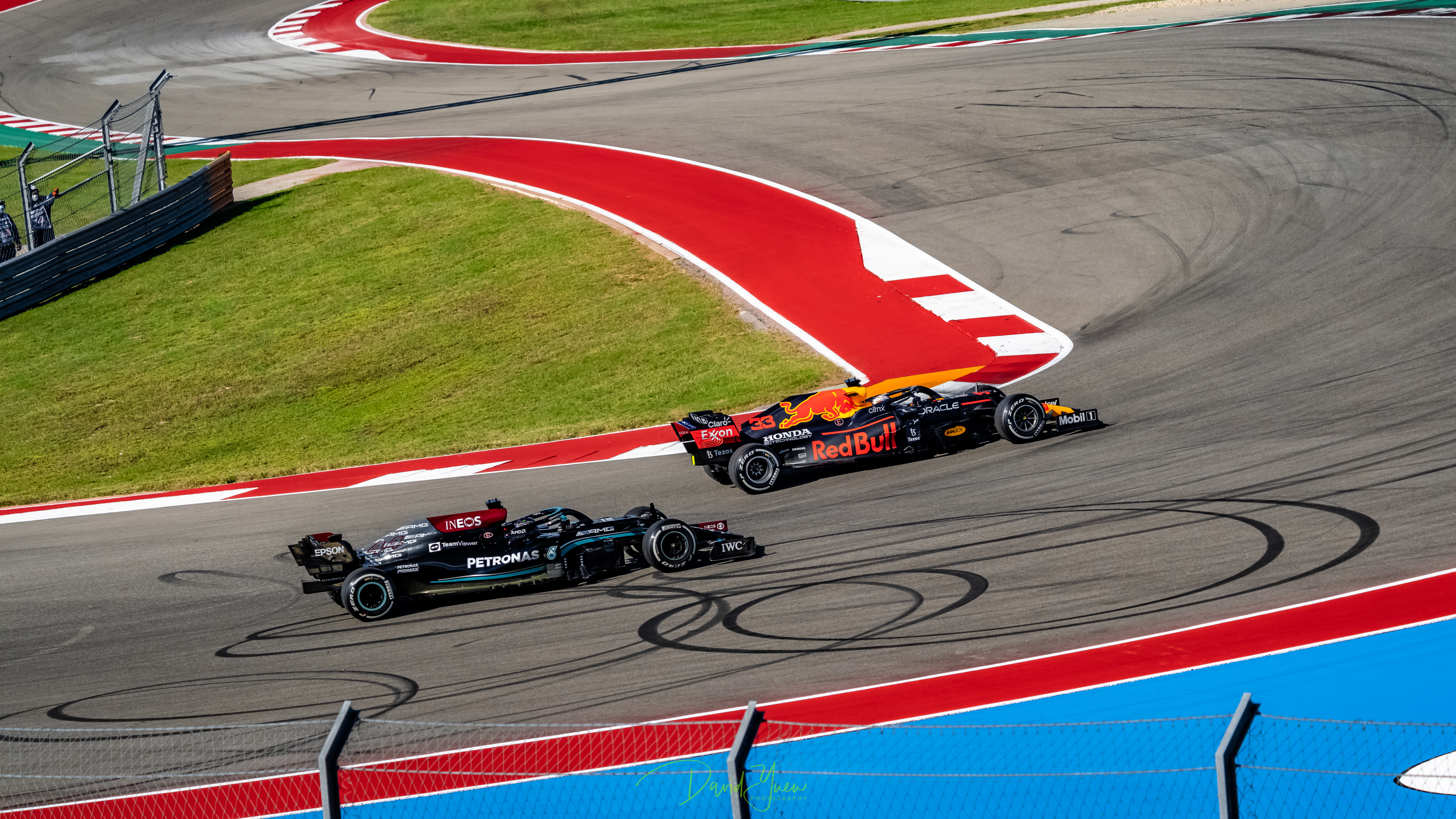
La RB16B di Verstappen sopravanza la Mercedes-AMG F1 W12 E Performance dell'iridato uscente Lewis Hamilton nel corso del Gran Premio degli Stati Uniti d'America: un'immagine esemplificativa dell'acceso duello per il titolo piloti che ha contraddistinto la stagione.

Nelle prime due gare sui circuiti di Sakir e di Imola la Red Bull RB16B si dimostra la macchina più competitiva dello schieramento grazie anche alla aggiornata power unit Honda, conquistando con Max Verstappen la pole position nella prima gara e la vittoria nella seconda gara. Da segnalare però i problemi di affidabilità riscontrati nella prima gara in Bahrein nella monoposto di Sergio Pérez durante il giro di formazione che l'hanno costretto a partire dai box, dopo comunque un errore del team in qualifica.
Verstappen arriva secondo sia in Portogallo sia in Spagna, ma, grazie alla vittoria nel Gran Premio di Monaco (prima in carriera su tale circuito per l'olandese), agevolata dalla mancata partenza del poleman Charles Leclerc e al contemporaneo settimo posto del rivale Lewis Hamilton Verstappen si porta per la prima volta in testa al campionato mondiale. La Red Bull scavalca la Mercedes portandosi al primo posto della classifica costruttori. Nella successiva gara a Baku arriva la prima vittoria con la scuderia di Pérez, maturata grazie ad una foratura ai danni del compagno di squadra: essa permette alla scuderia di allungare sui rivali anglo-tedeschi in classifica. Verstappen vince nuovamente in Francia, sorpassando Hamilton nei giri finali, mentre Pérez ottiene il secondo podio consecutivo tagliando il traguardo in terza posizione. La Red Bull domina nei due appuntamenti al circuito di casa: Verstappen vince entrambe le gare conducendo per tutti i giri, e si porta a 32 punti di vantaggio sull'inseguitore Hamilton.
Tale vantaggio diminuisce notevolmente già a Silverstone, dove Verstappen, dopo aver vinto la Sprint Qualifying, finisce contro le barriere a causa di un contatto proprio con il britannico, che vincerà la gara nonostante una sanzione. Nel Gran Premio d'Ungheria entrambe le Red Bull vengono travolte in partenza dall'alfiere della Mercedes Valtteri Bottas; il solo Verstappen riuscirà a ripartire, ma chiude solo nono a causa dei danni alla monoposto. Dopo questi eventi, la Red Bull ha perso il comando di entrambe le classifiche, a vantaggio della Mercedes e di Hamilton. La Red Bull torna a vincere in Belgio, in una gara di un solo giro dietro la safety car, e in Olanda, in una gara dominata da Max Verstappen che torna leader della classifica iridata. Partito primo a Monza, Verstappen perde la posizione in partenza contro l'ex compagno di squadra Daniel Ricciardo. Dopo un lungo pit stop finisce nuovamente a contatto con Hamilton, causando il ritiro di entrambi dalla corsa. Nella stessa gara Pérez perde il podio a causa di una penalità. In Russia Verstappen parte ultimo a causa della sostituzione della power unit, ma riesce a concludere secondo sfruttando la pioggia nei giri conclusivi, perdendo però il comando della classifica, andato nuovamente ad Hamilton.
In Turchia si assiste ad un doppio podio per la Red Bull, con Verstappen e Pérez secondo e terzo sotto la bandiera a scacchi: Verstappen non riesce però ad impensierire Bottas per tutta la durata del Gran Premio. Tornato in testa alla classifica piloti, Verstappen vince a sorpresa negli Stati Uniti, su un circuito storicamente favorevole alla Mercedes; anche Pérez si dimostra competitivo conquistando il podio. Le qualifiche del Gran Premio di Città del Messico vedono, contrariamente ai pronostici, le due Red Bull piazzarsi in seconda fila: in gara tuttavia le vetture anglo-austriache si dimostreranno più competitive permettendo a Verstappen e Pérez di arrivare primo e terzo. La Red Bull si porta così ad un solo punto di distacco dalla Mercedes. La gara di San Paolo vede la Red Bull in difficoltà, con Verstappen che non riesce a resistere agli attacchi di Lewis Hamilton, partito dalla decima posizione.
In Qatar le due Red Bull di Verstappen e Pérez partono dalla settima e dall'undicesima casella, ma riescono a farsi strada e a risalire fino alla seconda e alla quarta posizione finale. A Jeddah è di nuovo la Mercedes ad essere superiore: Hamilton vince la gara davanti a Verstappen, e i due si ritrovano appaiati nella classifica iridata, ma con il pilota olandese primo in virtù della maggiore quantità di successi. Verstappen firma la pole ad Abu Dhabi, ma perde la posizione su Hamilton in partenza. Dopo la sosta di entrambi Pérez si trova in prima posizione: il messicano viene incaricato di rallentare la corsa di Hamilton, al fine di permettere a Verstappen di recuperare. Nonostante ciò, Hamilton riesce a mantenere il comando fino a sei giri dalla fine, quando un incidente occorso a Nicholas Latifi determina l'ingresso della safety car. La Red Bull richiama Verstappen ai box, montandogli gomme soft: alla ripartenza, ovvero nel corso dell'ultimo giro, Verstappen sorpassa in curva 5 il britannico, transitando per primo sotto la bandiera a scacchi. La stagione di Pérez si conclude, invece, con un ritiro.
Verstappen riesce quindi ad aggiudicarsi il titolo piloti (il primo dal 2013 per la scuderia), mentre la Red Bull si conferma seconda nel mondiale costruttori, con il maggior numero di vittorie sempre dal 2013 (11).

## Piloti
| Piloti ufficiali       | Piloti ufficiali | Piloti ufficiali |
| Nazione                | Nome             | Numero           |
| ---------------------- | ---------------- | ---------------- |
| Paesi Bassi (bandiera) | Max Verstappen   | 33               |
| Messico (bandiera)     | Sergio Pérez     | 11               |
| Piloti di riserva      |                  |                  |
| Nazione                | Nome             | Numero           |
| Thailandia (bandiera)  | Alexander Albon  | 23               |
| Svizzera (bandiera)    | Sébastien Buemi  | Sébastien Buemi  |

## Risultati in Formula 1
| Anno | Team            | Motore | Gomme | Piloti     |   |    |   |   |   |     |   |   |   |      |     |    |   |      |   |   |   |   |   |   |     |     | Punti | Pos. |
| ---- | --------------- | ------ | ----- | ---------- | - | -- | - | - | - | --- | - | - | - | ---- | --- | -- | - | ---- | - | - | - | - | - | - | --- | --- | ----- | ---- |
| 2021 | Red Bull Racing | Honda  | P     | Verstappen | 2 | 1  | 2 | 2 | 1 | 18* | 1 | 1 | 1 | Rit1 | 9   | 1  | 1 | Rit2 | 2 | 2 | 1 | 1 | 2 | 2 | 2   | 1   | 585,5 | 2º   |
| 2021 | Red Bull Racing | Honda  | P     | Pérez      | 5 | 11 | 4 | 5 | 4 | 1   | 3 | 4 | 6 | 16   | Rit | 19 | 8 | 5    | 9 | 3 | 3 | 3 | 4 | 4 | Rit | 15* | 585,5 | 2º   |

| Legenda | 1º posto     | 2º posto | 3º posto    | A punti         | Senza punti/Non class.  | Grassetto – Pole position Corsivo – Giro più veloce Apice – Risultato Qualifica Sprint (A punti) |
| Legenda | Squalificato | Ritirato | Non partito | Non qualificato | Solo prove/Terzo pilota | Grassetto – Pole position Corsivo – Giro più veloce Apice – Risultato Qualifica Sprint (A punti) |

* – Indica il pilota ritirato ma ugualmente classificato avendo coperto, come previsto dal regolamento, almeno il 90% della distanza di gara.
- Nel Gran Premio del Belgio non è stato coperto il 75% della distanza prevista, quindi i punti assegnati sono la metà di quelli previsti per la distanza completa; i giri più veloci non sono stati riconosciuti nella classifica finale del Gran Premio.[19]